# Sisteró
Sisteró es una entidad de población española del municipio de Els Plans de Sió, perteneciente a la provincia de Lérida, en la comunidad autónoma de Cataluña.

## Toponimia
El lugar puede aparecer referido con las grafías «Sisteró» y «Cistero».

## Historia
Hacia mediados del siglo XIX, el lugar pertenecía al ayuntamiento de Pallargas. Aparece descrito en el sexto volumen del Diccionario geográfico-estadístico-histórico de España y sus posesiones de Ultramar de Pascual Madoz con las siguientes palabras:

CISTERO: l. que forma ayunt. con Pelagalls y otros pueblos en la prov. de Lérida (11 horas), part. jud. de Cervera (1 1/2), aud. terr. y c. g. de Cataluña (Barcelona 22 1/2), dióc. de Seo de Urgel (21): sit. en un llano, ventilado principalmente por el aire N.; el clima frio y saludable. Tiene 7 casas y la igl. parr. (San Salvador), está servida por un cura párroco de nombramiento del ordinario en concurso general: el cementerio se halla detras de la igl. fuera del pueblo y no perjudica á su salubridad. El term. se estiende de N. á S. (3/4 de leg.) y de E. á O. 1/2): confinando N. Pelagalls (1/2); E. Hostafranch. (1/4); S. Moncortés á igual dist., y O. Concabella á la misma de los dos anteriores: se hallan en él varias fuentes de aguas de buena calidad, cruzando tambien por su jurisd. la rivera llamada de Sió. El terreno en general es de mediana calidad, atravesando por él los caminos que dirigen á Agramunt, Guisona y otros pueblos, en bastante buen estado. El correo se recibe de la estafeta de Guisona por cuenta de los mismos interesados. prod.: trigo, centeno, legumbres, hortalizas, algun vino y aceite; la mayor cosecha es la del trigo y centeno: se cria ganado lanar y se mantiene el vacuno indispensable para la labranza; hay caza de liebres, conejos y perdices. comercio: esportacion y venta de los frutos sobrantes. pobl., riqueza y contr. con el ayunt. (V.)
(Madoz, 1847, p. 420)

En la actualidad, pertenece al municipio de Els Plans de Sió. En 2022, la entidad singular de población tenía empadronados 46 habitantes y el núcleo de población, 45.